# An Evening in Rivendell
An Evening in Rivendell is het eerste album van de Deense groep het Tolkien Ensemble. Het bevat liederen uit de Engelstalige versie van In de Ban van de Ring van J.R.R. Tolkien.
Dit album vormt het eerste deel van wat uiteindelijk een volledige muzikale interpretatie van alle teksten uit de boeken zou worden.

## Tracklist
| Nr. | Titel                                                      | Schrijver(s)                | Duur |
| --- | ---------------------------------------------------------- | --------------------------- | ---- |
| 1.  | Verse of the Rings                                         | Caspar Reiff                | 4.06 |
| 2.  | The Old Walking Song, The Road...                          | Caspar Reiff                | 4.58 |
| 3.  | Tom Bombadil's Song, Hey dol! Merry dol!                   | Peter Hall                  | 5.40 |
| 4.  | There is an inn, a merry old inn...                        | Caspar Reiff and Peter Hall | 4.58 |
| 5.  | Song of Beren and Lúthien                                  | Caspar Reiff                | 7.59 |
| 6.  | Galadriel's Song of Eldamar, I sang of leaves              | Caspar Reiff                | 6.23 |
| 7.  | Elven Hymn to Elbereth Gilthoniel, Snow-white! Snow-white! | Caspar Reiff                | 5.31 |
| 8.  | The Ent and the Ent-wife                                   | Caspar Reiff                | 7.45 |
| 9.  | Sam's Rhyme of the Troll                                   | Peter Hall                  | 5.19 |
| 10. | Galadriel's Song of Eldamar, Ai! Laurië lantar...          | Caspar Reiff                | 6.10 |
| 11. | Sam's Song in the Orc-tower                                | Caspar Reiff and Peter Hall | 5.20 |
| 12. | The Old Walking Song, The Road...,Reprise                  | Caspar Reiff                | 2.41 |

## Credits
- Peter Hal - zang, gitaar, harmonica, penny-whistle, Frodo, Sam en Tom Bombadil
- Caspar Reiff - gitaar
- Morten Ryelund Sørensen - viool
- Øyvind Ougaard - accordeon
- Morten Ernst Lassen - Aragorn
- Signe Asmussen - Galadriel en Ent-vrouw
- Mads Thiemann - Bilbo en Ent
- Ole Jegindø Norup - Gildor
- Melene Nordtorp - Goldberry
- Torben H. S. Svendsen - contrabas
- Peter Halaburt - oboe
- Jesper Korneliussen - vibrafoon, marimba, klokkenspel
- Mette Tjærby - viool
- Anne Eltard - folk-viool
- Tom McEwan - percussie, spoons and dishes
- Maria Boelskov - harp
- Michael Friis - bass
- Berit Johanson - piano
- Nina Reintoft - cello
- The Commotio quartet: Morten Ryelund, Mette Tjærby, Jørgen Eyvind Hansen en Nina Reintoft
- Koor: Steffen Bruun, Johnny Johansen, Anders Holte, Björn Tengstrand, Frank Sylvan, Morten Clausen, Jacob Ægidius, Morten Ryelund Sørensen, Torben Eskildsen en Caspar Reiff

## Productie
- Muzikaal leider: Morten Ryelund Sørensen
- Producenten: Caspar Reiff, Peter Hall en Morten Ryelund Sørensen
- Engineering: Hans Nielsen en Saqib
- Hoesillustratie: Koningin Margaretha II van Denemarken
- Omslagontwerp: Dan Eggers en Connie B. Berentzen